# Ken il guerriero (singolo)
Ken il guerriero è la sigla italiana dell'omonimo anime giapponese.
Il brano è stato realizzato nel 1986 da Spectra, pseudonimo dietro il quale si celava Claudio Maioli interprete della canzone e autore della musica. Il testo venne scritto da Lucio Macchiarella.

## Il 45 giri
Benché il brano sia stato inciso nel 1986 per la RCA, all'epoca non ne venne mai realizzato un 45 giri. Il 9 maggio 2010, dopo 23 anni di attesa (la serie tv debuttò in Italia nel 1987), Coniglio editore ha realizzato il 45 giri con la sigla italiana riarrangiata e ricantata da Claudio Maioli con lo pseudonimo di Spectraz. Il 45 giri presenta sul lato B il provino originale del brano in "finto inglese". 
Il disco è stato presentato in anteprima durante il 32º Salone del fumetto internazionale di Milano e pubblicato in due versioni: un'edizione limitata in 500 copie numerate con vinile in colore rosso, e l'altra in "standard" con il classico vinile in colore nero.

## La versione originale del 1986
La versione originale del 1986 è stata pubblicata per la prima volta nel 1994 sul CD "TiVulandia vol. 2". Nello stesso anno è stata inserita in un disco mix stampato su etichetta Structura contenente, oltre la versione originale, una versione Techno remixata da DJ Ottomix (O. Menardi) e due altre tracce Techno - Gabber. Riguardo a tale disco però, che riporta nella copertina e nel centrino immagini dell'anime giapponese originale, gli autori hanno dichiarato di non sapere nulla. Nel 2000 il brano è riapparso su CD in una riedizione del "TiVulandia vol. 2", mentre nel 2006 è stato pubblicato, sempre su CD, nella raccolta "Incredibili avventure".
Il 26 novembre 2010 l'etichetta indipendente Siglandia ha realizzato, come prodotto non destinato alla vendita ma riservato solo ai soci dell'Associazione Culturale TV-Pedia, il 45 giri con la versione originale della sigla.

## Tracce
Lato A
- Ken il guerriero (cover version) 3'30 (L. Macchiarella, C. Maioli) cantata da Spectra

Lato B
- Ken il guerriero (demo originale in "finto" inglese) 3'20 (C. Maioli) cantata da Claudio Maioli

## Crediti
- Arrangiamento del Remix (1994): O. Menardi, C. Maioli, L. Macchiarella
- Etichetta: Structura
- Arrangiamento della versione ricantata: G. Vitullo e C. Maioli

- Etichetta: Coniglio Editore
- Realizzazione: Coniglio Editore, Kassandra '95 con la collaborazione di "Gente di cartoonia" e "Hokutonoken.it"